# Landschap met de verschijning van Christus aan het meer van Tiberias
Landschap met de verschijning van Christus aan het meer van Tiberias is een schilderij dat soms wordt toegeschreven aan Pieter Bruegel de Oude. Het werk is gesigneerd en gedateerd P. BRUEGHEL 1553 (nadien zou hij die spelling wijzigen). Als het auteurschap correct is, wat sterk wordt betwijfeld, zou dit paneel het oudst bewaarde schilderij van de meester zijn.

## Voorstelling
We zien de bijbelse scène waarin Jezus aan de oevers van het meer verschijnt en leerlingen rekruteert: eerst de visser Simon en zijn broer Andreas, dan de broers Johannes en Jacobus (beschreven in Marcus 1:14–20, Matteüs 4:18–22 en Lucas 5:1–11). Het is een nogal traditioneel landschap in Vlaamse stijl, met bizarre rotsen in de trant van Patinir, waarin weinig is terug te vinden van de natuurgetrouwe schetsen die Bruegel maakte op zijn tocht en die hem tijdens zijn verdere carrière bleven inspireren. Op het Meer van Tiberias zijn vissersboten te zien en hoog op de weg heft Jezus de arm naar de vissers die aan land komen. De menselijke figuren lijken aangebracht door een andere hand, mogelijk Maarten de Vos, en zijn in elk geval niet volledig geslaagd.

## Auteurschap
Een of twee jaar nadat Bruegel als meester was toegelaten tot de Antwerpse Sint-Lucasgilde (1550), ging hij, zoals veel jonge kunstenaars, op studiereis naar Italië. Hij trok de Alpen over in het gezelschap van Maarten de Vos en ging met hem, na het hele schiereiland te hebben afgereisd, wonen bij de beroemde miniaturist Giulio Clovio in Rome (1553). Diens nalatenschap zou in 1587 vijf werken van de Brabantse meester bevatten. Tijdens zijn verblijf bij Clovio zou Bruegel Christus aan het meer van Tiberias hebben geschilderd.
Slechts Charles de Tolnay in 1955 en Alexander Wied in 1998 hebben in dit werk de hand van Bruegel gezien. De beschikbare reproducties zijn niet voldoende kwalitatief om een deskundig oordeel toe te laten. Volgens Gibson is het paneel op technische gronden vermoedelijk na 1600 geschilderd, wat het auteurschap van Bruegel dus uitsluit. Er wordt aangenomen dat het een imitatie of zelfs een vervalsing betreft.

## Herkomst en toestand
Het werk was korte tijd in België als deel van de private Bruegelcollectie die vastgoedmagnaat Charly De Pauw aanlegde. Na zijn dood werd het geveild en belandde het in een andere privéverzameling.
De conditie van het schilderij is niet optimaal. Het is overgebracht naar een nieuw paneel.

## Voetnoten
1. ↑  Walter S. Gibson, Mirror of the Earth. The World Landscape in Sixteenth-Century Flemish Painting, 1989, p. 122

Landschap met de parabel van de zaaier (1557) · Wie een varken is, moet in het kot (1557) · Twaalf spreekwoorden (1558) · De spreekwoorden (1559) ·  De strijd tussen Vasten en Vastenavond (1559) · De kinderspelen (1560) · De zelfmoord van Saul (1562) · Twee aapjes (1562) · De val der opstandige engelen (1562) · De triomf van de dood (ca. 1562) · Dulle Griet (1563) · De vlucht naar Egypte (1563) · Gezicht op de baai van Napels (ca. 1563) · De bouw van de toren van Babel (1563) · De aanbidding door de wijzen in de sneeuw (1563) · De kruisdraging (1564) · De aanbidding door de wijzen (1564) · De ontslaping van Maria (ca. 1564) · Christus en de overspelige vrouw (1565) · De hooitijd (juni/juli) (1565) · De oogst (augustus/september) (1565) · De terugkeer van de kudde (oktober/november) (1565)  · Jagers in de sneeuw (december/januari) (1565) · De sombere dag (februari/maart) (1565) · Winterlandschap met schaatsers en vogelknip (1565) · De kindermoord te Bethlehem (ca. 1566) · De boerenbruiloftsdans (1566) · De volkstelling te Bethlehem (1566) · De prediking van Johannes de Doper (1566) · De Sint-Maartenswijn (1566-67) · Het Land van Kokanje (Luilekkerland) (1567) · De bekering van Paulus (1567) · Het bruiloftsmaal (ca. 1567) · De dorpskermis (ca. 1567) · De toren van Babel (ca. 1568?) · Drie soldaten (1568) · De nestrover (1568) · De misantroop (1568) · De parabel van de blinden (1568) · Hoofd van een boerin (ca. 1568) · De kreupele bedelaars (1568) · De ekster op de galg (1568)
Landschap met de verschijning van Christus aan het meer van Tiberias (1553) · De aanbidding door de wijzen (ca. 1556) · De val van Icarus (ca. 1565)
De grote vissen eten de kleine · Zeeslag in de Straat van Messina